# قضية رقم 23
قضية رقم 23 (بالفرنسية: L'insulte؛ يترجم حرفياً كـ « الإهانة »)‏ هو فيلم درامي فرنسي لبناني صدر في 2017 من إخراج زياد دويري، وبطولة عادل كرم، و‌كامل الباشا، و‌ريتا حايك، و‌كاميل سلامة، و‌كريستين شويري. دخل الفيلم المنافسة الرئيسية في مهرجان البندقية السينمائي وفاز الممثل كامل الباشا بجائزة كأس فولبي كأفضل ممثل. وتم ترشيح الفيلم لنيل جائزة أفضل فيلم بلغة أجنبية في حفل توزيع جوائز الأوسكار التسعون.

## القصة
قصة الفيلم تتكلم عن شاب مسيحي ماروني اسمه طوني يتشاجر مع عامل فلسطيني في لبنان ويتبادلان الشتائم بينهم، تتحول مشاجرتهم إلى المحكمة وإلى قضية رأي عام تؤدي إلى أعمال شغب.

## البطولة
- عادل كرم بدور طوني حنا
- كامل الباشا بدور ياسر عبد الله سلامة
- ريتا حايك بدور شيرين حنا
- كميل سلامة بدور وجدي وهبي
- دياموند بو عبود بدور نادين وهبي
- طلال جردي بدور طلال
- كريستين شويري بدور منال سلامة
- جوليا قصار بدور القاضية كوليت منصور
- رفعت طربي بدور سمير جعجع
- كارلوس شاهين بدور القاضي شاهين

## روابط خارجية
- قضية رقم 23 على موقع IMDb (الإنجليزية)
- قضية رقم 23 على موقع ميتاكريتيك (الإنجليزية)
- قضية رقم 23 على موقع روتن توميتوز (الإنجليزية)
- قضية رقم 23 على موقع قاعدة بيانات الأفلام العربية
- قضية رقم 23 على موقع ألو سيني (الفرنسية)
- قضية رقم 23 على موقع أول موفي (الإنجليزية)
- قضية رقم 23 على موقع بوكس أوفيس موجو (الإنجليزية)
- قضية رقم 23 على موقع فيلمافينيتي (الإسبانية)
- قضية رقم 23 على موقع قاعدة بيانات الأفلام السويدية (السويدية)
- قضية رقم 23 على موقع قاعدة بيانات الفيلم (الإنجليزية)